# Buckle Motors

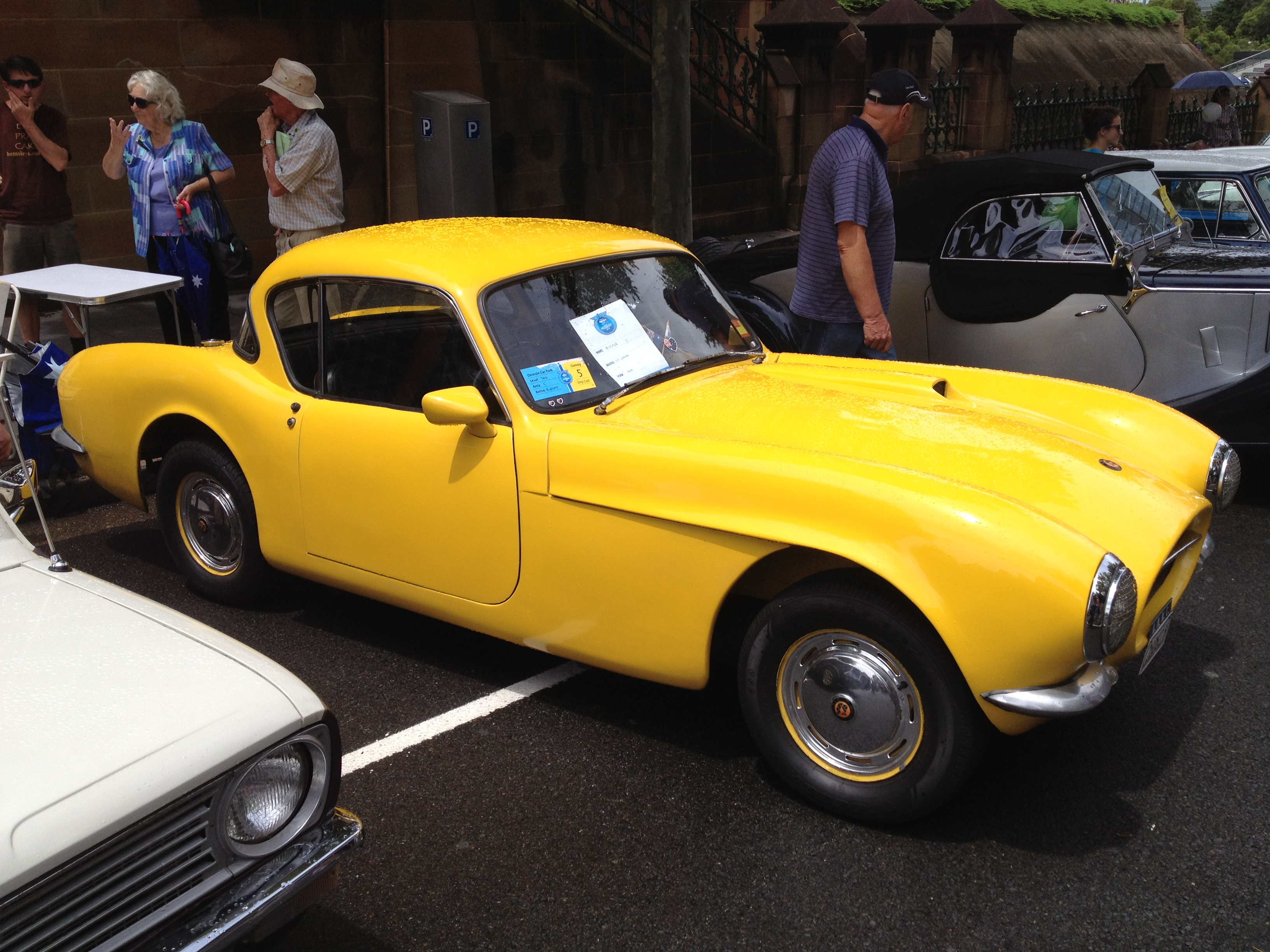
Buckle GT Tourer

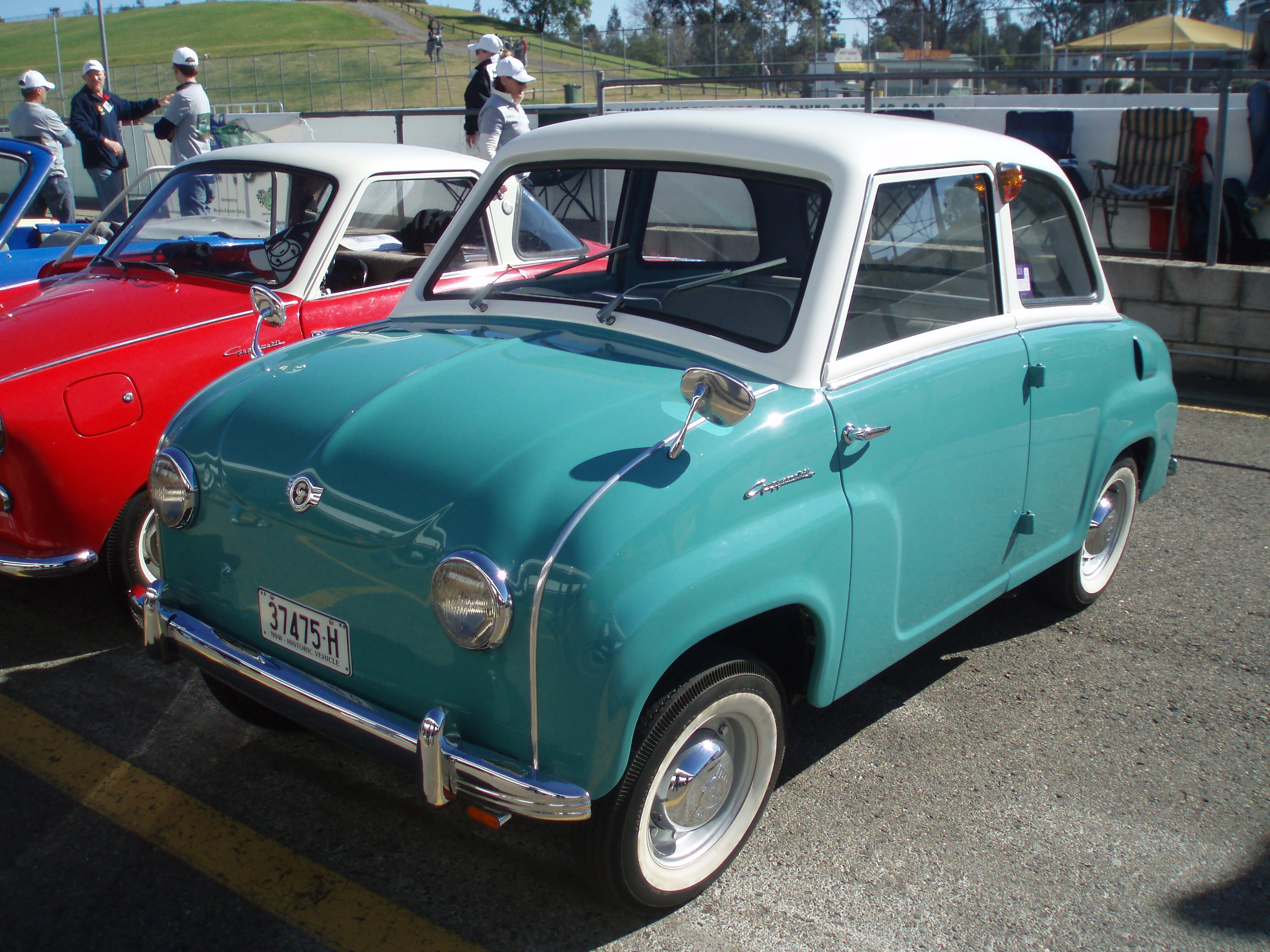
Goggomobil Limousine. Die hinteren Lufteinlässe weichen vom deutschen Original ab.

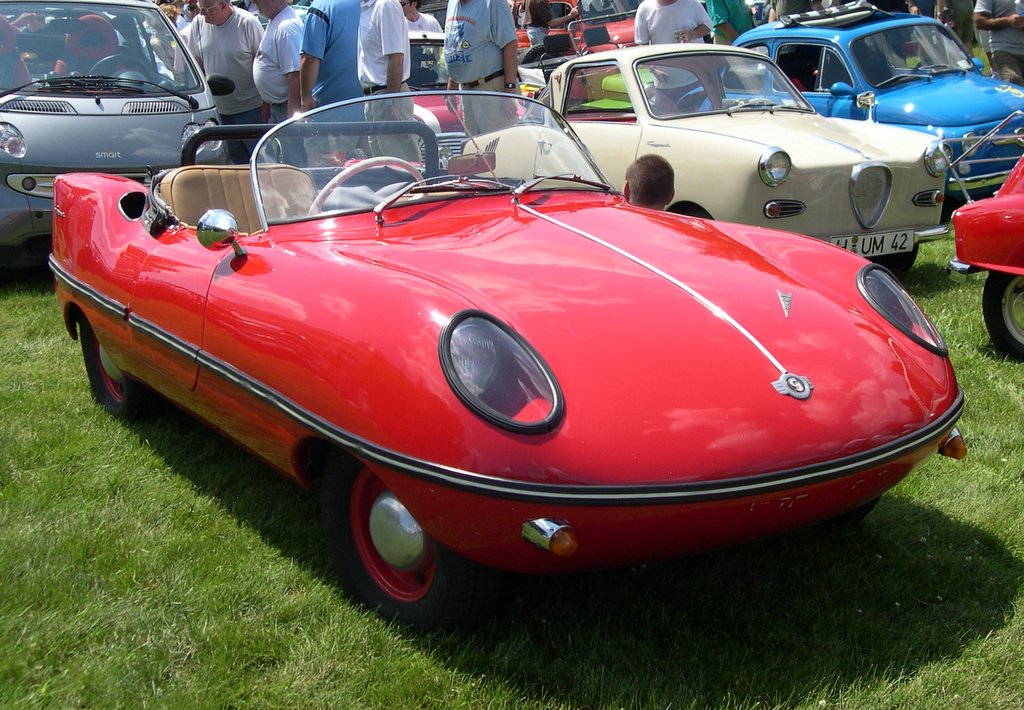
Goggomobil Dart

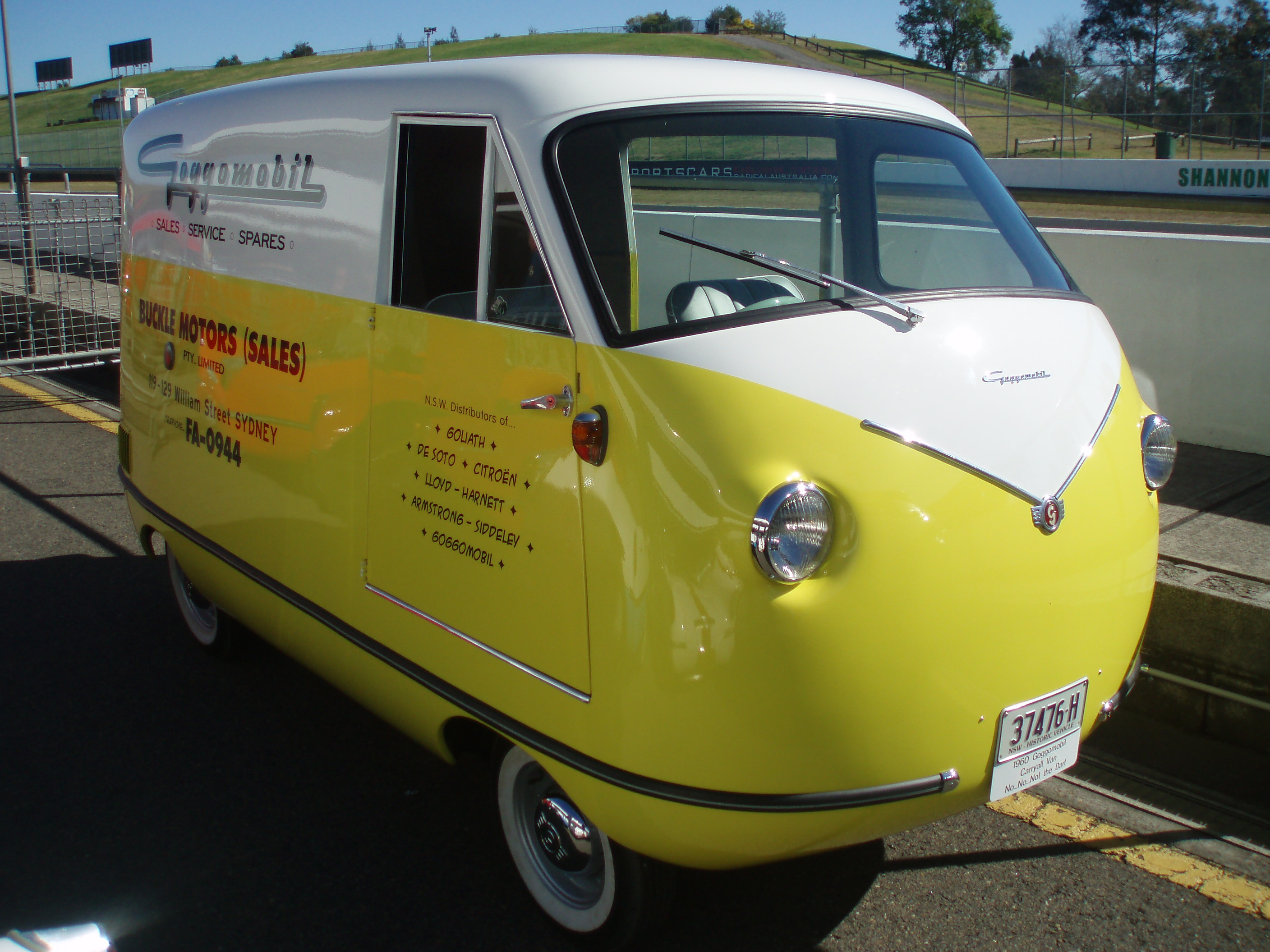
Goggomobil Carryall

Buckle Motors Pty Ltd war ein australischer Hersteller von Automobilen.

## Unternehmensgeschichte
Bill Buckle gründete 1955 das Unternehmen in Sydney und begann mit der Produktion von Automobilen. Die Markennamen lauteten Buckle und Goggomobil. 1966 endete die Produktion.

## Fahrzeuge

### Markenname Buckle
1955 entstand ein Roadster, der ein Einzelstück blieb. Der Sechszylindermotor stammte vom Ford Zephyr. 1957 erschien mit dem Buckle GT Tourer ein Coupé, das in Serienproduktion ging. Erneut kamen viele Teile vom Ford Zephyr, so auch der Motor mit 2500 cm³ Hubraum. Der Radstand maß 2387 mm. Bis 1961 entstanden etwa 20 Fahrzeuge. Für 1966 ist ein Buckle Mini-Monaco auf Basis Mini überliefert.

### Markenname Goggomobil
Zwischen 1958 und 1962 bezog das Unternehmen Bodengruppen des Goggomobils von der Hans Glas GmbH aus Deutschland. Eine geringfügig geänderte Karosserie aus Fiberglas anstelle der originalen Metallkarosserie senkte das Leergewicht um 45,5 kg.
1959 erschien auf der gleichen Basis der Dart. Dies war ein Roadster ohne Türen. Das Fahrzeug wog nur 380 kg.
1960 ergänzte ein Coupé namens TS 400 das Sortiment. Ein Cabriolet und ein Kastenwagen namens Carryall folgten. Alle diese Modelle hatten ebenfalls eine Karosserie aus Fiberglas.
Bis 1962 entstanden etwa 5000 Fahrzeuge, darunter etwa 700 Dart.